# Darren Maatsen
Darren Maatsen (ur. 30 stycznia 1991 we Vlaardingen) – holenderski piłkarz występujący na pozycji napastnika. Jest wychowankiem FC Dordrecht, z którego w 2009 roku przeszedł do Excelsioru Maassluis. Występował w takich klubach jak: SBV Excelsior, Ross County, FC Den Bosch, AO Ajia Napa, Go Ahead Eagles i Apollon Smyrnis.